# Fennpfuhl
Fennpfuhl, Berlin-Fennpfuhl – dzielnica (Ortsteil) Berlina w okręgu administracyjnym Lichtenberg. Od 1 października 1920 w granicach miasta.